# Ogorzała
Ogorzała – szczyt w Beskidzie Wyspowym, znajdujący się w bocznym grzbiecie odchodzącym na północny zachód od Kiczory (Kobylicy). Ma wysokość 806 m n.p.m. i wraz z Ostrą (780 m n.p.m.) tworzą samotny, typowy dla Beskidu Wyspowego masyw, oddzielony od innych wzniesień głębokimi przełęczami i polami uprawnymi. Oba te szczyty najbliżej sąsiadują z Ćwilinem i Czarnym Działem, oddzielone od nich głęboką doliną potoku Łostówka. Od Kiczory i Dziurczaka oddziela je dolina potoku Łętówka.
Ogorzała wznosi się ponad miejscowościami: Łostówka, Wilczyce i Łętowe. Jest w większości zalesiona, ale na północnych i zachodnich zboczach znajdują się polany. Z wysoko położonych pól uprawnych na jej zboczach rozciągają się widoki na Gorce (Kudłoń, Turbacz), Luboń Wielki, Szczebel, Lubogoszcz, Czarny Dział, Ćwilin i Śnieżnicę. Wszystkie spływające z Ogorzałej potoki znajdują się w zlewni Mszanki.
Według legendy na zboczu Ogorzałej w tzw. Lesie Tobołowym znajduje się bardzo duża pieczara, w której śpią rycerze w zbrojach. Obudzą się oni dopiero w dniu Sądu Ostatecznego i ruszą do walki, by zawojować świat.

## Szlak turystyki pieszej
– zielony: Mszana Dolna – Ogorzała – Kiczora – Jasień. Czas przejścia: 5:30 h ↓ 4:45 h.

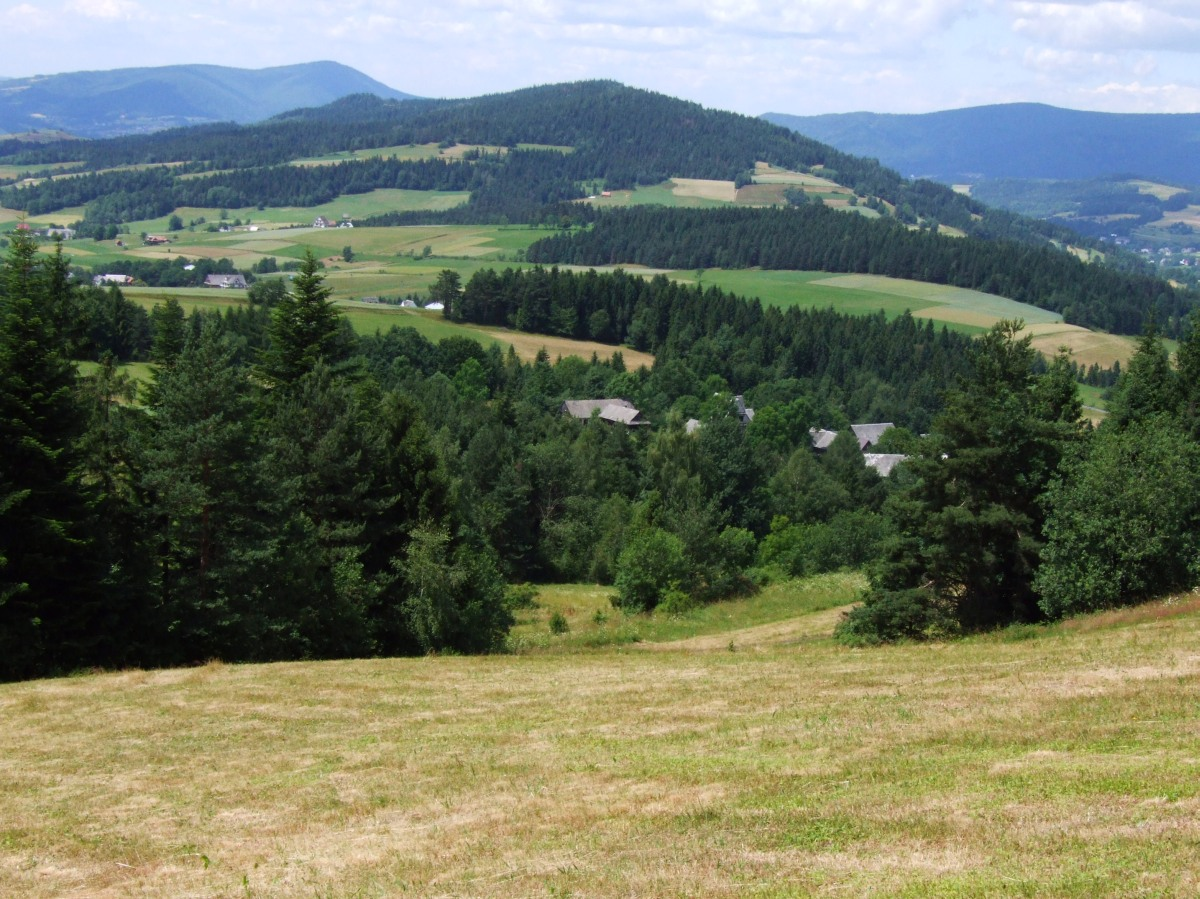
Ogorzała i Ostra, widok z Jasienia
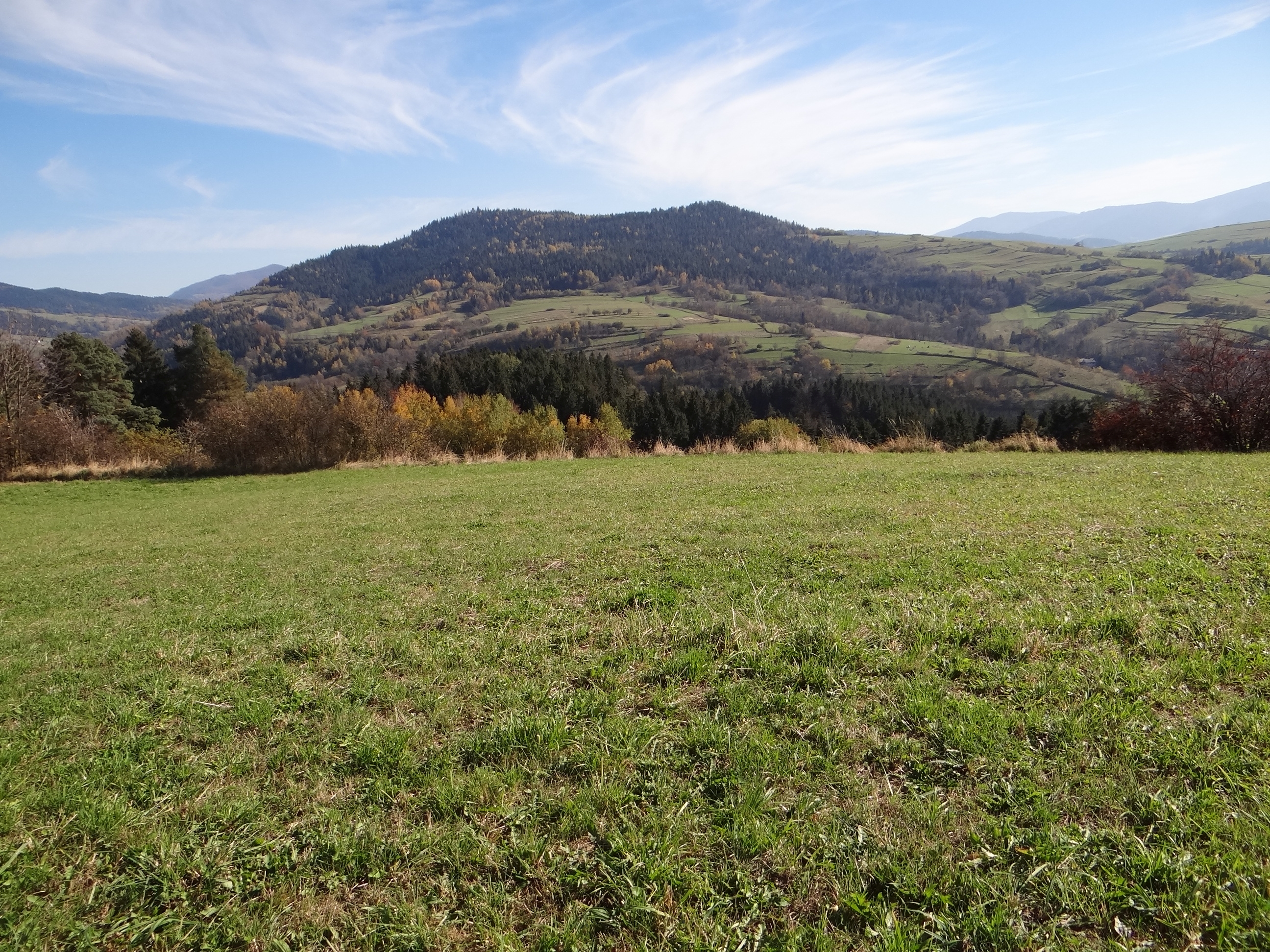
Ogorzała i Ostra, widok z Czarnego Działu